# دوري كازاخستان الممتاز 2014
دوري كازاخستان الممتاز 2014 (بالروسية: Чемпионат Казахстана по футболу 2014)‏ هو الموسم 23 من  دوري كازاخستان الممتاز. أقيم خلال الفترة 15 مارس 2014 وحتى 16 نوفمبر 2014، وأشرف على تنظيمه اتحاد كازاخستان لكرة القدم، وكان عدد الأندية المشاركة فيه  12، وفاز فيه نادي أستانا.